# ベルリン4か国協定
ベルリン4か国協定（もしくはベルリン合意、ベルリンにおける4か国同意）は、1971年9月3日に連合国4か国の大使を代表に同意された協定である。4か国の外相すなわち、イギリスのアレック・ダグラス＝ヒューム、ソビエト連邦のアンドレイ・グロムイコ、フランスのモーリス・シューマンそしてアメリカ合衆国のウィリアム・P・ロジャーズによって署名され、1972年6月3日にベルリンで行われた式において効力をもった。この合意は条約ではないため、正式な批准は不必要であった。

## ベルリン合意

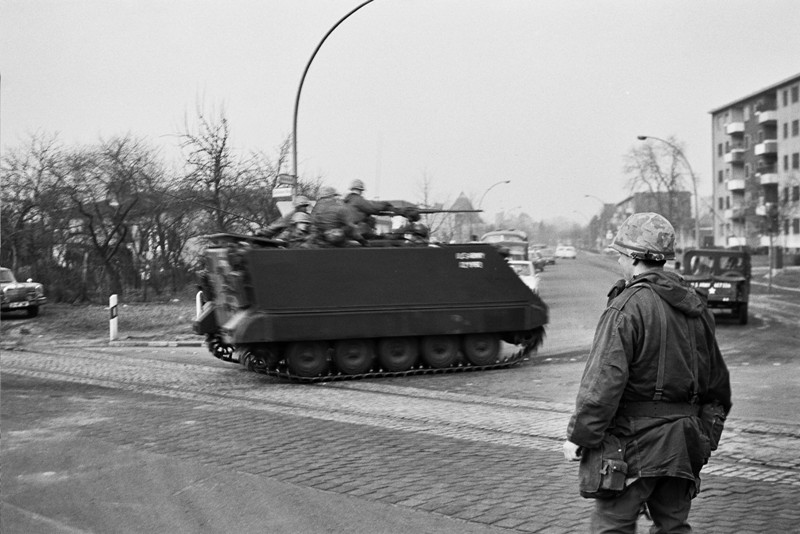
1969年、朝のラッシュアワーの時間帯のツェーレンドルフの交差点を轟く合衆国のベルリン旅団。これは既に、ベルリンがいまだ第二次世界大戦の戦勝国の軍事支配下にあることを促すための至って平凡な光景となっていた。

ベルリンとドイツの未来のために、4か国全体としての支配権利と責任が存在することが再確認されたことによって（ソ連は1959-61年のベルリン危機でこれを撤回したと主張）、この合意は東西間の一連の諸合意の形成へと至り、これは一般的にデタントの時代と呼ばれる。二分化されたベルリンの関係を再構築し、二分化された都市内の交通・通信事情が改善され、さらに西側地区の居住者の環境に様々な改善がなされた。
このような改善に至るために、ベルリンの政治的スペクトルは双方の異なる政治背景を摩擦なく存続させるために意図的に漠然なものとされた。そもそも「ベルリン」という単語は文書にあらわれず、ベルリンの街は「該当領域」としてしか認識されなかった。
4か国同意は「英語、フランス語及びロシア語をひとしく正文として作成」したものであり、ドイツ語は正文として扱われていない。ドイツ双方の2つのドイツ語訳は政治的立場から、多少異なるものとなっていた。
合意が効力を持つと、ソ連は合意を西ドイツが東ドイツとの連携を緩いものにする意図に利用した。しかし、合意は東西ドイツの緊張緩和および両国間の接触を増加させることに大いに貢献した。そのようなものとして挙げられるのは、1990年のドイツ再統一という結果へ至るためのプロセスに重要な貢献をしたことなどである。
この連合された合意と共に、東西ドイツ基本条約（独：Grundlagenvertrag：1973年6月効力発生）が二つのドイツ国家を認識し、双方の国家が互いの統治権を尊重すること、つまり相互を主権国家として認める条約が締結された。この条約の条件下で、政治的な動きが相互に執り行われるようになり、資源、観光、文化そして通信関連での関係が構築された。合意と条約の下、1973年7月に両国は国際連合に加盟した。
これらの条約は国際的な一連の合意として輝かしいものであったが、同時に冷戦によるヨーロッパ分裂を作り出す原因になったと考える人もいた。一方、一連の動きを冷戦の終結への道と見る人もいた。M・E・サロッティは2011年にこう記している「...様々な不安にもかかわらず、両国はデタント会談の結果たくさんの取り決めや契約を結ぶことに成功した。」